# Liste der Stolpersteine in Kleinmachnow

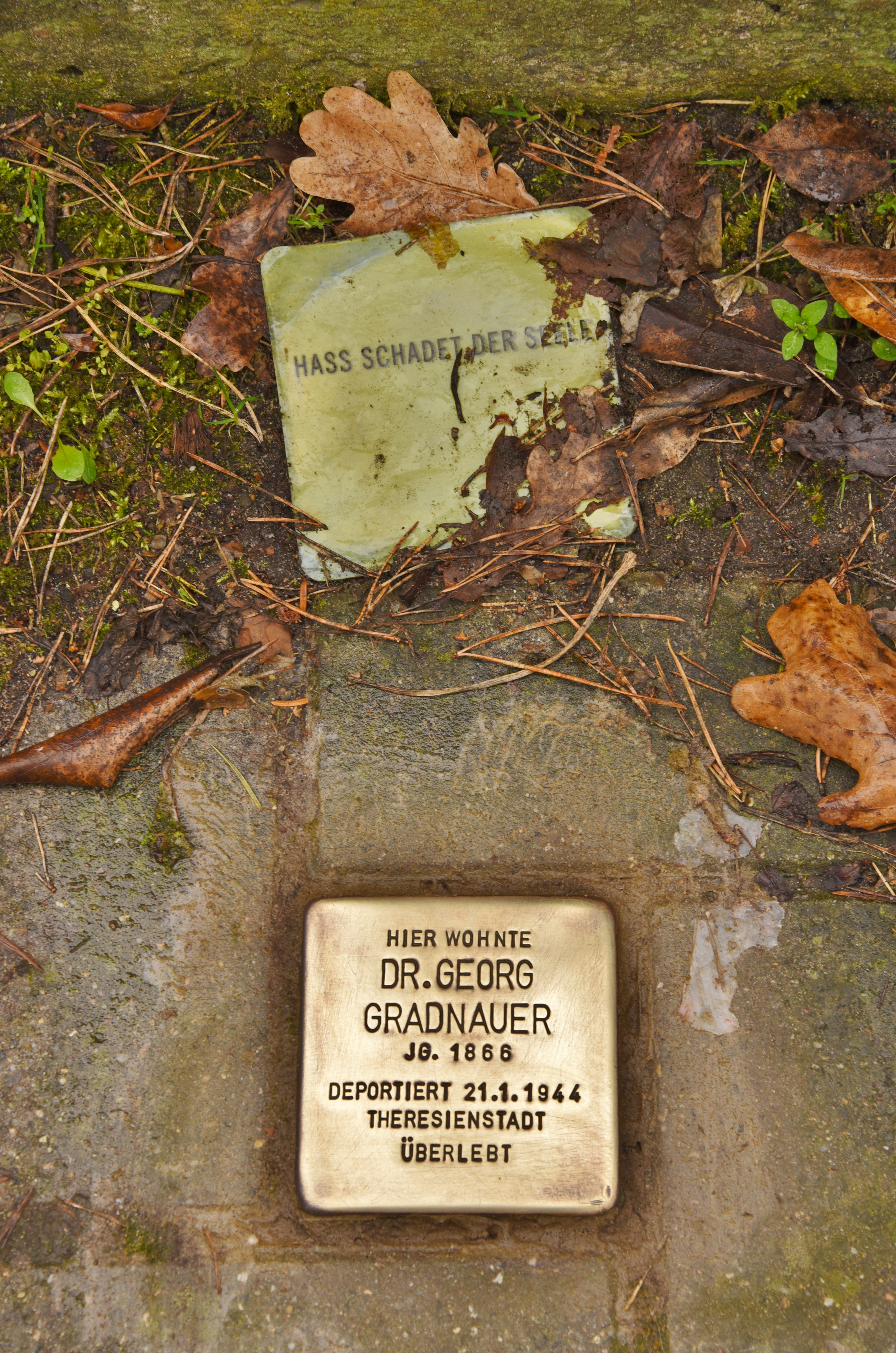
Stolperstein für Dr. Georg Gradnauer

Die Liste der Stolpersteine in Kleinmachnow enthält die Stolpersteine, die an das Schicksal der Menschen erinnern, die während der Zeit des Nationalsozialismus ermordet, deportiert, vertrieben oder in den Suizid getrieben wurden oder flohen. Die Spalten der Tabelle sind selbsterklärend. Die Tabelle erfasst insgesamt 21 Stolpersteine und ist teilweise sortierbar; die Grundsortierung erfolgt alphabetisch nach dem Familiennamen.
| Bild | Inschrift | Adresse                      | Name, Leben                                   |
| ---- | --- | ---------------------------- | --------------------------------------------- |
|      | HIER WOHNTE FRIEDRICH SIEGFRIED DAUS JG. 1876 DEPORTIERT 1944 THERESIENSTADT BEFREIT / ÜBERLEBT                                                     | Zehlendorfer Damm 90         | Friedrich Siegfried Daus                      |
|      | HIER WOHNTE MARGARETE EISERMANN JG. 1875 DEPORTIERT 29.6.1943 THERESIENSTADT TOT 24.3.1944                                                          | Brodberg 16                  | Margarete Eisermann                           |
|      | HIER WOHNTE ARNIM FRIEDENTHAL JG. 1927 VON NACHBARN VERSTECKT ÜBERLEBT                                                                              | Elsterstieg 18               | Arnim Friedenthal                             |
|      | HIER WOHNTE DR. GEORG GRADNAUER JG. 1866 DEPORTIERT 21.1.1944 THERESIENSTADT ÜBERLEBT                                                               | Wendenmarken 108             | Dr. Georg Gradnauer                           |
|      | HIER WOHNTE DR. GEORG HERZBERG JG. 1870 VERHAFTET 12.2.1942 ZUCHTHAUS BRANDENBURG WEGEN RASSENSCHANDE TOT 21.11.1942                                | Auf der Drift 12             | Dr. Georg Herzberg                            |
|      | HIER WOHNTE MORITZ KORN JG. 1871 DEPORTIERT 19.1.1942 RIGA ERMORDET                                                                                 | Auf der Drift 11             | Moritz Korn                                   |
|      | HIER WOHNTE JENNY KORYTOWSKI JG. 1878 AUSGEWIESEN 14.4.1942 GHETTO WARSCHAU ERMORDET                                                                | An der Stammbahn 141         | Jenny Korytowski                              |
|      | HIER WOHNTE DR. ANTON MAYER JOHANNES REINWALDT JG. 1879 VERHAFTET NEUENGAMME TOT 19.12.1944                                                         | Rudolf-Breitscheid-Straße 60 | Dr. Anton Mayer, Pseudonym Johannes Reinwaldt |
|      | HIER WOHNTE MATHILDE MOELLER JG. 1890 DEPORTIERT 25.1.1942 RIGA ERMORDET                                                                            | Wendenmarken 41              | Mathilde Moeller                              |
|      | HIER WOHNTE THEKLA MOELLER JG. 1878 DEPORTIERT 25.1.1942 RIGA ERMORDET                                                                              | Wendenmarken 41              | Thekla Moeller                                |
|      | HIER WOHNTE SUSANNE PEUSE GEB. BERGHEIM JG. 1879 AUSGEWIESEN 25.6.1941 GHETTO WARSCHAU ERMORDET                                                     | Zehlendorfer Damm 138        | Susanne Peuse geb. Bergheim                   |
|      | HIER WOHNTE NORBERT H.L. POHL JG. 1907 DEPORTIERT 1943 AUSCHWITZ ERMORDET 20.3.1945 KZ MITTELBAU-DORA                                               | Geschwister-Scholl-Allee 54  | Norbert H. L. Pohl                            |
|      | HIER WOHNTE REGINA POHL GEB. BUCHFÜHRER JG. 1908 DEPORTIERT 1943 AUSCHWITZ ERMORDET 20.3.1945 KZ MITTELBAU-DORA                                     | Geschwister-Scholl-Allee 54  | Regina Pohl                                   |
|      | HIER WOHNTE TANJA POHL JG. 1939 DEPORTIERT 1943 ERMORDET IN AUSCHWITZ                                                                               | Geschwister-Scholl-Allee 54  | Tanja Pohl                                    |
|      | HIER WOHNTE KURT SAHLMANN JG. 1886 VERHAFTET 1942 ZENTRALGEFÄNGNIS-RIGA ERMORDET 1944                                                               | Erlenweg 2                   | Kurt Sahlmann                                 |
|      | STULPESTRASSE 3 WOHNTE DR. ERNST SALOMON JG. 1886 DEPORTIERT 1941 RIGA ERMORDET 30.11.1941                                                          | Lepckestraße 12              | Dr. Ernst Salomon                             |
|      | HIER WOHNTE WALLY SCHLESINGER GEB. LEVY JG. 1876 DEPORTIERT 1942 THERESIENSTADT ERMORDET 1944 IN AUSCHWITZ                                          | Auf der Drift 12             | Wally Schlesinger geb. Levy                   |
|      | HIER WOHNTE KURT SCHMEIDLER JG. 1897 DEPORTIERT 1942 ERMORDET IN AUSCHWITZ                                                                          | An der Stammbahn 41          | Kurt Schmeidler                               |
|      | HIER WOHNTE ELISABETH STEFFEN JG. 1894 AUSGEWIESEN 14.4.1941 GHETTO WARSCHAU ERMORDET                                                               | Weidenbusch 23a              | Elisabeth Steffen                             |
|      | HIER WOHNTE SAMUEL STERN JG. 1868 DEPORTIERT 1942 THERESIENSTADT ERMORDET 5.10.1942                                                                 | Auf der Drift 11             | Samuel Stern                                  |
|      | HIER WOHNTE MARIE STERNBERG JG. 1881 DEPORTIERT 1942 ERMORDET IN RIGA                                                                               | Uhlenhorst 9                 | Marie Sternberg                               |
|      | HIER WOHNTE ELISABETH WILLKOMM JG. 1912 EINGEWIESEN 9.10.1942 WITTENAUER HEILSTÄTTEN 'VERLEGT' 16.10.1942 HEILANSTALT NEURUPPIN ERMORDET 20.10.1942 | Zehlendorfer Damm 71         | Elisabeth Willkomm                            |
|      | HIER WOHNTE CARL ZERENZE JG. 1896 WECHSELNDE VERSTECKE IN DEUTSCHLAND ÜBERLEBT                                                                      | Heideweg 21a                 | Carl Zerenze                                  |